# Польський цвинтар (Снітків)
Католицький цвинтар (Снітків) («польський» цвинтар (Снітків) — історичне католицьке кладовище в селі Снітків Мурованокуриловецької ТГ (до 2020 р. Мурованокуриловецький район) Вінницької області.

## Історія
Кладовище розташоване на південній околиці села.
На кладовищі розташований костел, який з 1800 року був каплицею-усипальницею роду Дзержків. Рафал Дзержек (1738-?) був власником Сніткова, генерал-майором, кавалером ордена святого Станіслава, маршалком Летичівського сеймику. А його брат Теодор Дзержек також був власником Сніткова, полковником, кавалером ордена св. Станіслава, маршалком шляхти Могилівського повіту.
З 24 по 28 жовтня 2017 року у Сніткові перебувала польська група волонтерів з міста Легниця. Разом із мешканцями села волонтери виготовили та встановили на цвинтарі п'ятиметровий Пам'ятний Хрест полякам, які проживали на Україні і знайшли тут вічний спочинок. 30 жовтня Пам'ятний Хрест був освячений.

## Поховані
- Генделяк Сергій Олександрович (25.09.1992 — 31.10.2023, Первомайське Донецька область) — учасник російсько-української війни, солдат Збройних сил України[2].
- Вінсентій Стадніцький (1835–1869) — польський поміщик, хімік. Тут же поховані і його батьки: Петро Стадніцький, дата смерті 1852 р. та мати Ігнація Воронецька, дата смерті 1866 р.
- Юзеф Красовський — маршалок
- Антоній Кулеша — ксьондз, настоятель мурованого католицького храму у Сніткові у 1845—1857 роках[3].
- Ян Завадський — ксьондз
- Давидюк Олександр Андрійович — директор Снітківської середньої школи.

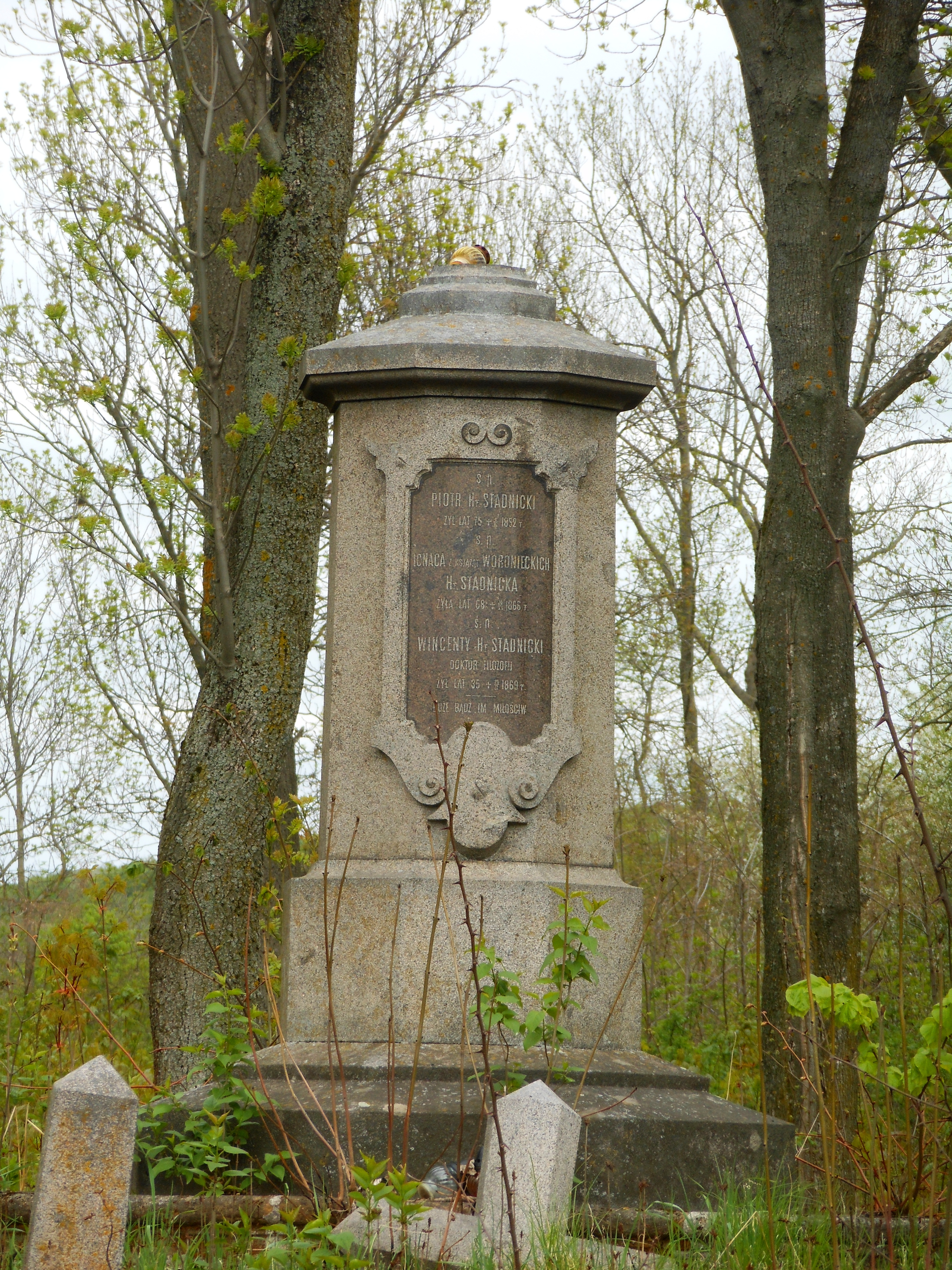
Могила Вінсентія Стадніцького
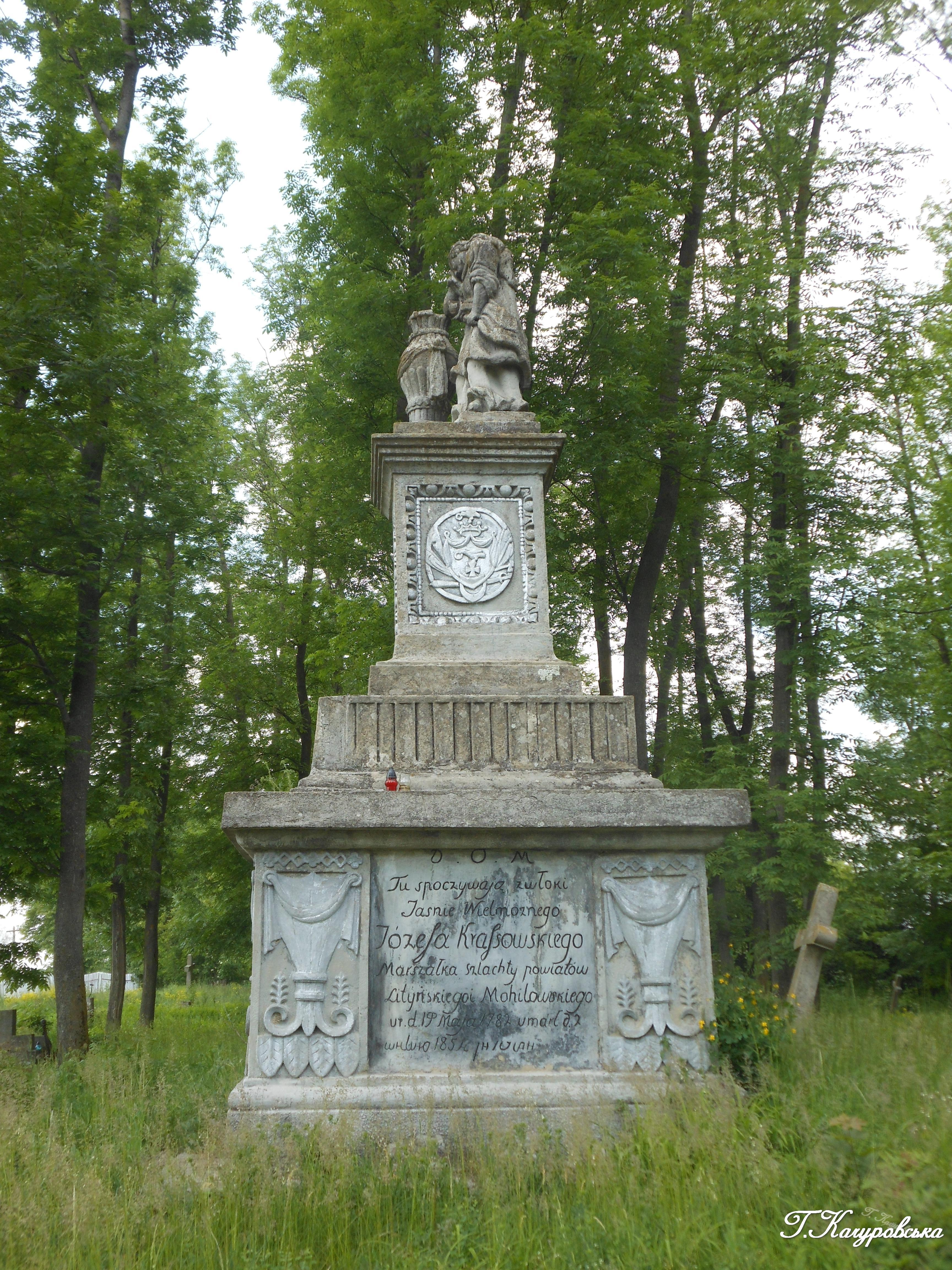
Склеп маршалка Юзефа Красовського